# Jett Atwood
Ne doit pas être confondu avec Jeff Atwood.
Pour les articles homonymes, voir Atwood.
Jeanette « Jett » Atwood est une animatrice de jeux vidéo et dessinatrice américaine de bande dessinée et de comics, résidant à San Francisco.

## Biographie
Diplômée en animation classique au Sheridan College, Jett Atwood a travaillé sur de nombreux jeux vidéo et courts métrages en tant que scénariste, animatrice et écrivaine. 
Jett Atwood contribue à l'animation de titres de Smart Bomb Interactive tels que Pac-Man World Rally en août 2006, et Snoopy vs the Red Baron en 2006 dont est la co-autrice. Elle est aussi l'animatrice pour And Then Came Lola en 2009. 
Elle est par ailleurs une dessinatrice à succès avec de nombreuses œuvres, à la fois des bandes dessinées en ligne et imprimées. Elle est la créatrice de Red Sparrow, qui détaille les épreuves d'un super-héros débutant ; c'est à la fois la parodie de Battlestar Galactica Frakkin 'Toasters et la parodie de Xena Battle-On. Certaines de ses bandes dessinées de Battle-On ont été réimprimées et présentées dans les ouvrages Lucy Lawless et Renee O'Connor: les étoiles guerrières de Xena, et Comment Xena a changé nos vies, tous deux de Nikki Stafford.
Jett Atwood est une contributrice régulière au Sunstone Magazine.
En 2005, sa bande dessinée Puzzles fait partie de l'anthologie nommée aux Eisner Award, 24 Hour Comics Day Highlights 2005. C'est sa première participation aux 24 heures de la bande dessinée. Pour le même challenge de 24 heures en 2006, Jett Atwood crée une suite qu'elle intitule Loose Threads. Elle revisite les personnages environ un an et demi après les événements de Puzzles, ce qui est le laps de temps requis entre les compétitions de ce type. Un an après, elle achève le dernier chapitre Jeux de mots dans le cadre du Défi de la bande dessinée des 24 heures 2007.
Jett Atwood collabore à une série de bandes dessinées, iPlates, avec l'écrivain Stephen Carter. En août 2012, le premier volume de iPlates est publié et reçoit des critiques largement positives sur divers blogs. Ce volume détaille les aventures épiques du personnage principal Zénif alors qu'il tente de défendre sa ville contre une armée d'invasion, et est basé sur des histoires du Livre de Mormon. Le deuxième volume a pu être édité à la suite d'une campagne de financement participatif réussie.
En 2016, Jett Atwood illustre un livre de la série pour jeunes Mormonism for Beginners, également sur des textes de Stephen Carter. Patrick Q. Mason, directeur des études mormones à la Claremont Graduate University, fait l'éloge des « illustrations intelligentes » de Jett Atwood.
Son humour est notable à propos des Mormons et du fait religieux, mais Elisha McIntyre estime que Jett Atwood a bien facilement accepté les doctrines des Mormons, doctrines jugées par beaucoup comme problématiques.

## Sources
- (en) Cet article est partiellement ou en totalité issu de l’article de Wikipédia en anglais intitulé « Jett Atwood » (voir la liste des auteurs).